# Белен Руеда
Марија Белен Руеда Гарсија-Пореро (шп. María Belén Rueda García-Porrero; Мадрид, 16. март 1965) је шпанска глумица, најпознатија по улози Лусије Серано у телевизијској серији Серанови и по улогама у филмовима El Orfananto, Savage Grace и The Sea Inside.

## Биографија
Руеда је рођена 16. марта 1965. године у Мадриду, Шпанија. Када је била дете, кренула је на часове балета. Са породицом се преселила у Сан Хуан, због астме од које је боловала њена сестра. Ипак, са 18 година, Руеда се вратила у Мадрид и почела студије архитектуре. Да би отплатила студије, почела је да ради као фото-модел, и тада су је приметили шпански телевизијски продуценти.
Шпанској публици постала је позната по многобројним телевизијским серијама у којима се појављивала током '90-их година. Појавила се у десетак епизода серије Medico de Familia (1997). Та серија је емитована и код нас под називом Породични лекар на ТВ Авала. У серији Новинари (1998-2001) глумила је са Хесусом Бониљом, с којим ће касније глумити и у серији Серанови.
2004. године је снимила филм The Sea Inside, а 2005. Retruc. У серији Серанови, која јој је донела завидну славу, појављивала се од самог почетка, 2003. године, међутим серију напушта у шестој сезони (2007), када њен лик гине у саобраћајној несрећи. Разлог њеног одласка из серије је филм El Orfananto, који је снимила 2007. године (исте године је приказан у биоскопима), који јој је донео огроман успех. Исте године, снимила је филм Savage Grace, у којој главну улогу тумачи Џулијен Мур.
Петнаест година је живела са продуцентом Данијелом Есијом, са којим се и венчала 2003. године. Са њим има три кћерке - Белен (рођена 1994), Марију (1996) и Лусију (1998). Средња кћерка, Марија, преминула је од срчаних проблема још као беба. Тренутно се прича да је у вези са глумцем Хосе Луисом Гарсија Пересом.
Добитница је пет награда за филмска остварења - Филмска награда Барселоне за најбољу женску улогу (филм El Orfananto), CE награду за најбољег новог уметника, награду Гоја за најбољу нову глумицу, награда за придошлицу и Fotogramas de Plata награду (све четири награде су за филм The Sea Inside. 2006. године је номинована за Награду уније глумаца Шпаније за главну женску улогу (за серију Серанови, али је нажалост није освојила. Номинована је и за награду Гоја, која је нешто попут америчког Оскара, али ни ту награду није освојила.